# 蒂亞·歐布萊特
蒂亞·歐布萊特（英語：Téa Obreht，1985年9月30日—），美國小說家。

## 經歷
出生於塞爾維亞貝爾格勒，原姓Bajraktarević，是母親瑪嘉的獨生女，父親很少與她們相處，蒂亞與外祖父母更親近。20世紀末南斯拉夫戰爭爆發時，雖未直接波及蒂亞與母親，她們還是出於預防搬至賽普勒斯，18個月後又與外祖父母搬至開羅。1997年時蒂亞的外祖父母回到貝爾格勒，蒂亞與母親則移民美國。2006年蒂亞的外祖父去世，臨終前要求蒂亞以他的姓氏歐布萊特為筆名，不久後蒂亞決定將自己的本名改為蒂亞·歐布萊特。她從南加州大學畢業，於2009年獲得康乃爾大學創意寫作課程的小說碩士學位。
2011年出版第一本小說《老虎的妻子》，本作品於同年獲得英國柑橘小説獎，2013年獲得日本本屋大賞翻譯小說部門第1位。